# Añorbe
Añorbe è un comune spagnolo di 467 abitanti situato nella comunità autonoma della Navarra.